# Пива для Наива
«Пи́ва для Наи́ва» — второй студийный альбом группы «Наив». Выпущен в 1992 году.

## Об альбоме
После выпуска Switch-Blade Knaife музыканты «Наива» ждали приглашения играть концертный тур в США, которое так и не поступило. Тем временем группа готовила материал для нового релиза. Музыку почти для всех песен альбома написал гитарист группы Руслан Ступин. В то время он любил глэм-рок, и это увлечение отразилось в гитарных риффах и соло-партиях альбома. Почти все тексты написал бас-гитарист Максим Кочетков. Также он придумал название альбома — «Пива для Наива». Александр Иванов написал для альбома только одну песню — «Cammie Toloui». Запись проходила там же, где создавался Switch-Blade Knaife — на студии «У Дрозда» в Москве.

## Список композиций
| №                   | Название                                 | Текст песни         | Музыка              | Длительность |
| ------------------- | ---------------------------------------- | ------------------- | ------------------- | ------------ |
| 1.                  | «Yeah You Know (That They Are Monsters)» | Максим Кочетков     | Руслан Ступин       | 4:18         |
| 2.                  | «Militia On Acid»                        | Максим Кочетков     | Руслан Ступин       | 3:35         |
| 3.                  | «Я ложусь спать»                         | Максим Кочетков     | Руслан Ступин       | 3:46         |
| 4.                  | «Punky Night»                            | Максим Кочетков     | Руслан Ступин       | 1:48         |
| 5.                  | «Cowboy Song»                            | Максим Кочетков     | Руслан Ступин       | 2:51         |
| 6.                  | «It’s A Small World (Rasta Song)»        | Максим Кочетков     | Руслан Ступин       | 3:18         |
| 7.                  | «Песня про любовь»                       | Максим Кочетков     | Руслан Ступин       | 3:05         |
| 8.                  | «Biker Ballad»                           | Максим Кочетков     | Руслан Ступин       | 2:40         |
| 9.                  | «Punk’s Not Dead»                        | Максим Кочетков     | Руслан Ступин       | 3:51         |
| 10.                 | «You’re Gonna Look Like Me»              | Максим Кочетков     | Руслан Ступин       | 2:57         |
| 11.                 | «I Got A Reason»                         | Максим Кочетков     | Руслан Ступин       | 4:15         |
| 12.                 | «Cammie Toloui»                          | Александр Иванов    | Александр Иванов    | 3:04         |
| 13.                 | «Бременские музыканты»                   | НАИВ                | Геннадий Гладков    | 3:18         |
| Общая длительность: | Общая длительность:                      | Общая длительность: | Общая длительность: | 43:30        |

| №   | Название                | Текст песни     | Музыка        | Длительность |
| --- | ----------------------- | --------------- | ------------- | ------------ |
| 14. | «Я ложусь спать» (Live) | Максим Кочетков | Руслан Ступин | 3:43         |

## Участники записи
Группа «Наив»:
- Александр «C.Razy» Иванов — вокал
- Руслан «Stoopid» Ступин — гитара
- Максим «Max» Кочетков — бас-гитара, бэк-вокал
- Михаил «Mikey» Полещук — барабаны, бэк-вокал

Приглашённые музыканты:
- Макс Покровский («Ногу свело!») — вокал (13)
- «Китаец» (DSK) — вокал (13)
- Валерий Скородед («Монгол Шуудан») — вокал (13)
- Герман Дижечко («Матросская тишина») — вокал (13)
- Александр Ф. Скляр («Ва-БанкЪ») — вокал (13)
- Андрей «Андрула» Павлов, Кемушка, Денис Петухов и Отрез — вокал (13)

Технический персонал:
- Сведение: Ашот & Майк
- Художник: Хаджин

Записано и смикшировано на студии «У Дрозда».

## Издания
- Первые 400 копий альбома на компакт-кассетах записал самиздатовским способом и разослал европейским промоутерам в 1992 году басист группы Максим Кочетков.
- В 1993 году лейбл Alien Records издал альбом на виниле (LP). Тираж пластинок в количестве 4000 штук был напечатан на Апрелевском заводе.
- В 1997 году лейбл FeeLee издал альбом на компакт-кассетах (MC).